# 中田博之
中田 博之（なかた ひろゆき、1962年2月20日 - ）は、日本の俳優、声優、ナレーター。石川県出身。東京俳優生活協同組合所属。

## 出演作品（俳優）

### テレビドラマ
- 天晴れ夜十郎
- 上杉鷹山-二百年前の行政改革-
- 金田一少年の事件簿
- サイコメトラーEIJI
- シャンプータイム
- 白と黒
- 新・半七捕物帳
- スタアの恋
- 続・星の金貨
- 天うらら
- 徳川慶喜
- はるちゃん
- ハルモニア この愛の涯て
- 春よ、来い
- テツワン探偵ロボタック第3話
- 弁護士芸者のお座敷事件簿5
- ぼくらの勇気 未満都市
- 名奉行 遠山の金さん（第4シリーズ）
- YASHA-夜叉-
- 渡る世間は鬼ばかり
- 新・愛の嵐（2002年）
- ウルトラマンメビウス 第40話「ひとりの楽園」（2007年） - ソリチュラと同化した男
- 告知せず（2008年）
- 法医学教室の事件ファイル28 整形美女は二度殺される!? 致死量失血の謎!! 疑惑の警視正vs.女医! 皮膚組織と銃弾に秘密が…（2009年）
- パーフェクト・リポート 第9話「絡む二つの事件 太陽に隠された真実」（2010年）

### 舞台
- 安寿と厨子王丸
- 走れメロス（メロス）

## 出演作品（声優）

### ゲーム
- 新宿の狼（チェ・コンロン）

### ドラマCD
- ズッコケ三人組の未来報告 オリジナル・アルバム（ハカセ、ジョン・スパイダー）

### ナレーション
- NNNニュースプラス1（ナレーター）

### 吹き替え
- クラリッサ（マーシャル）
- ロッコーのモダンライフ

### その他
- おもしろプレヌーン（影アナ）